# Hleszczawa
Hleszczawa (ukr. Глещава, Hleszczawa) – wieś na Ukrainie w rejonie trembowelskim należącym do obwodu tarnopolskiego.
W II Rzeczypospolitej wieś w powiecie trembowelskim w województwie tarnopolski.
W latach 1944–1945 nacjonaliści ukraińscy z OUN-UPA zamordowali tutaj czasie kilku napadów łącznie 123 Polaków.
14 lutego 1945 NKWD spacyfikowało wieś.
Do 2020 w rejonie trembowelskim.

## Urodzeni
- Kajetan Czarkowski
- Emil Sommerstein